# Kings of Metal
Kings Of Metal е името на шестия албум на американската хевиметъл група Manowar. Албумът излиза през 1988 г. Името на албума идва от прозвището, което групата печели в началото на 80-те.

## Песни
1. Wheels of Fire
2. Kings of Metal
3. Heart of Steel
4. Sting of the Bumblebee
5. The Crown and the Ring (Lament of the Kings)
6. Kingdom Come
7. Pleasure Slave
8. Hail and Kill
9. The Warriors Prayer
10. Blood of the Kings

Песента Pleasure slave е включена като бонус песен в американската и европейската версия на албума. Във версията на албума, разпространявана в Азия песента не е включена.